# Municipio de Banner (condado de Fulton)
El municipio de Banner (en inglés: Banner Township) es un municipio ubicado en el condado de Fulton en el estado estadounidense de Illinois. En el año 2010 tenía una población de 373 habitantes y una densidad poblacional de 4,22 personas por km².

## Geografía
El municipio de Banner se encuentra ubicado en las coordenadas 40°30′9″N 89°56′33″O / 40.50250, -89.94250. Según la Oficina del Censo de los Estados Unidos, el municipio tiene una superficie total de 88.32 km², de la cual 73,83 km² corresponden a tierra firme y (16,41 %) 14,5 km² es agua.

## Demografía
Según el censo de 2010, había 373 personas residiendo en el municipio de Banner. La densidad de población era de 4,22 hab./km². De los 373 habitantes, el municipio de Banner estaba compuesto por el 97,32 % blancos, el 0,8 % eran amerindios, el 0,27 % eran asiáticos y el 1,61 % eran de una mezcla de razas. Del total de la población el 0 % eran hispanos o latinos de cualquier raza.